# Ethel (Mississippi)
Ethel is een plaats (town) in het midden van de Amerikaanse staat Mississippi. Bestuurlijk gezien valt Ethel onder Attala County. Het ligt veertien kilometer van Kosciusko, de hoofdplaats van Attala County.

## Demografie
Bij de volkstelling in 2000 werd het aantal inwoners vastgesteld op 452.
In 2006 is het aantal inwoners door het United States Census Bureau geschat op 460, een stijging van 8 (1,8%).

## Geografie
Volgens het United States Census Bureau beslaat de plaats een oppervlakte van
1,6 km², geheel bestaande uit land.

## Plaatsen in de nabije omgeving
De onderstaande figuur toont nabijgelegen plaatsen in een straal van 32 km rond Ethel.